# Spoorlijn Hanoi - Ho Chi Minhstad

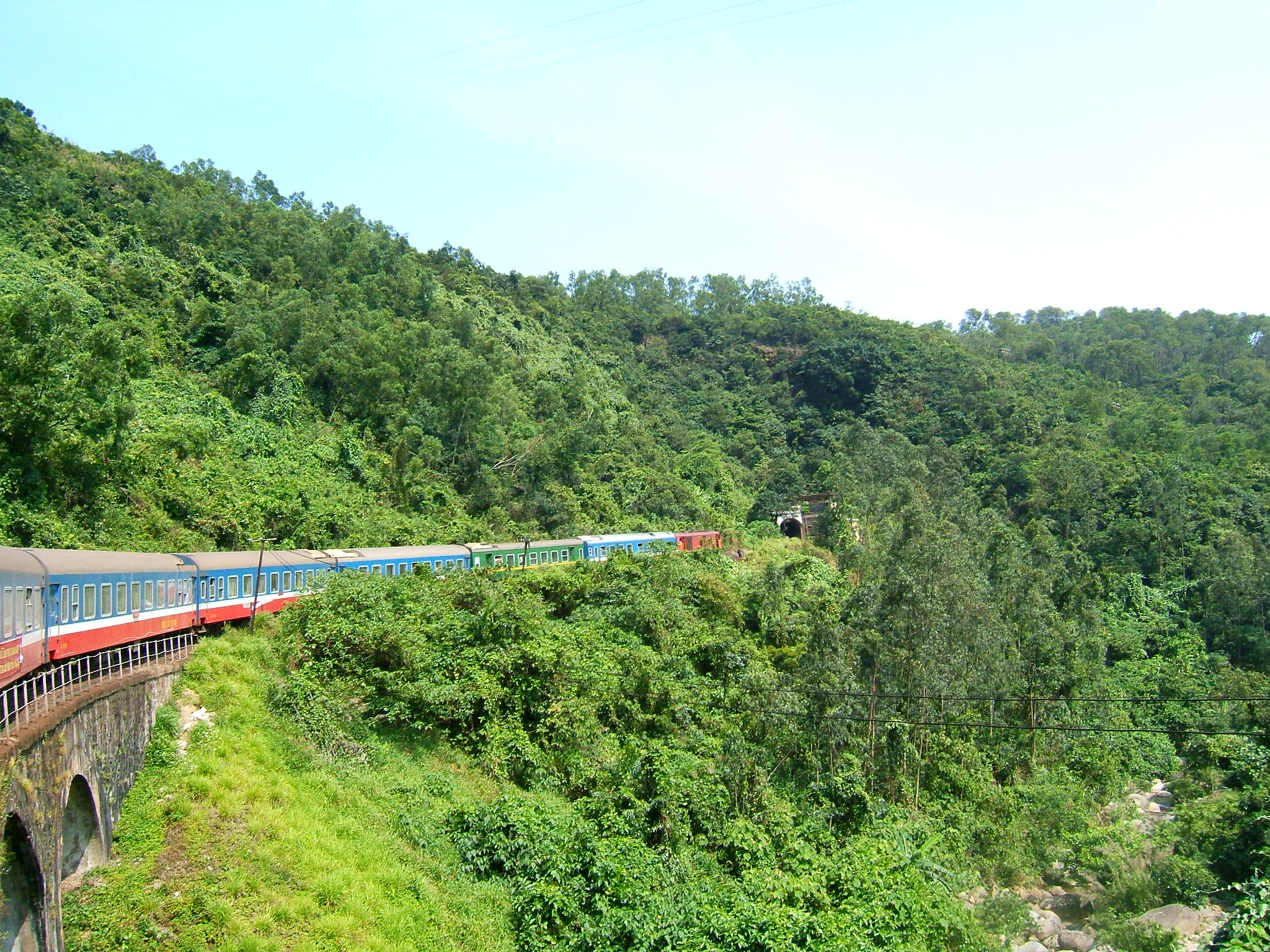
De spoorlijn ter hoogte van de Hải Vân-pas.

De Spoorlijn Hanoi - Ho Chi Minhstad of Noord-Zuidspoorweg is de langste spoorweg in Vietnam en verbindt Hanoi in het noorden met 's lands grootste stad, Ho Chi Minhstad, in het zuiden. De totale lengte is 1.726 km. Het spoor volgt grotendeels de kust. Het grootste deel van het traject is enkelspoor, met een spoorwijdte van een meter (smalspoor).
De aanleg startte tijdens de Franse koloniale tijd. Zowel vanuit Hanoi als vanuit Ho Chi Minhstad werden spoorlijnen aangelegd. Pas in 1936 sloten deze op elkaar aan en waren beide steden per trein met elkaar verbonden.
Van 1954 tot 30 april 1975 was de spoorweg verdeeld tussen twee republieken: Zuid-Vietnam en Noord-Vietnam. Sinds de eenwording van Vietnam (na de Vietnamoorlog) functioneert de spoorweg weer. Om deze reden worden de treinen ook wel officieus de Herenigingsexpress genoemd.
Op de lijn zijn verschillende aanbieders van nachttreinen actief, waarvan de wagons vaak gecombineerd worden. Technisch is een hoge snelheid niet mogelijk. Het kost daarom 33 uur om het gehele traject af te leggen. In Ho-Chi-Minhstad en in Hanoi deels door het centrum en in Hanoi zelfs door een straat met terrasjes op het spoor, die steeds net voor de komst van een trein ontruimd worden. Hetgeen een toeristische attractie is.

## Traject

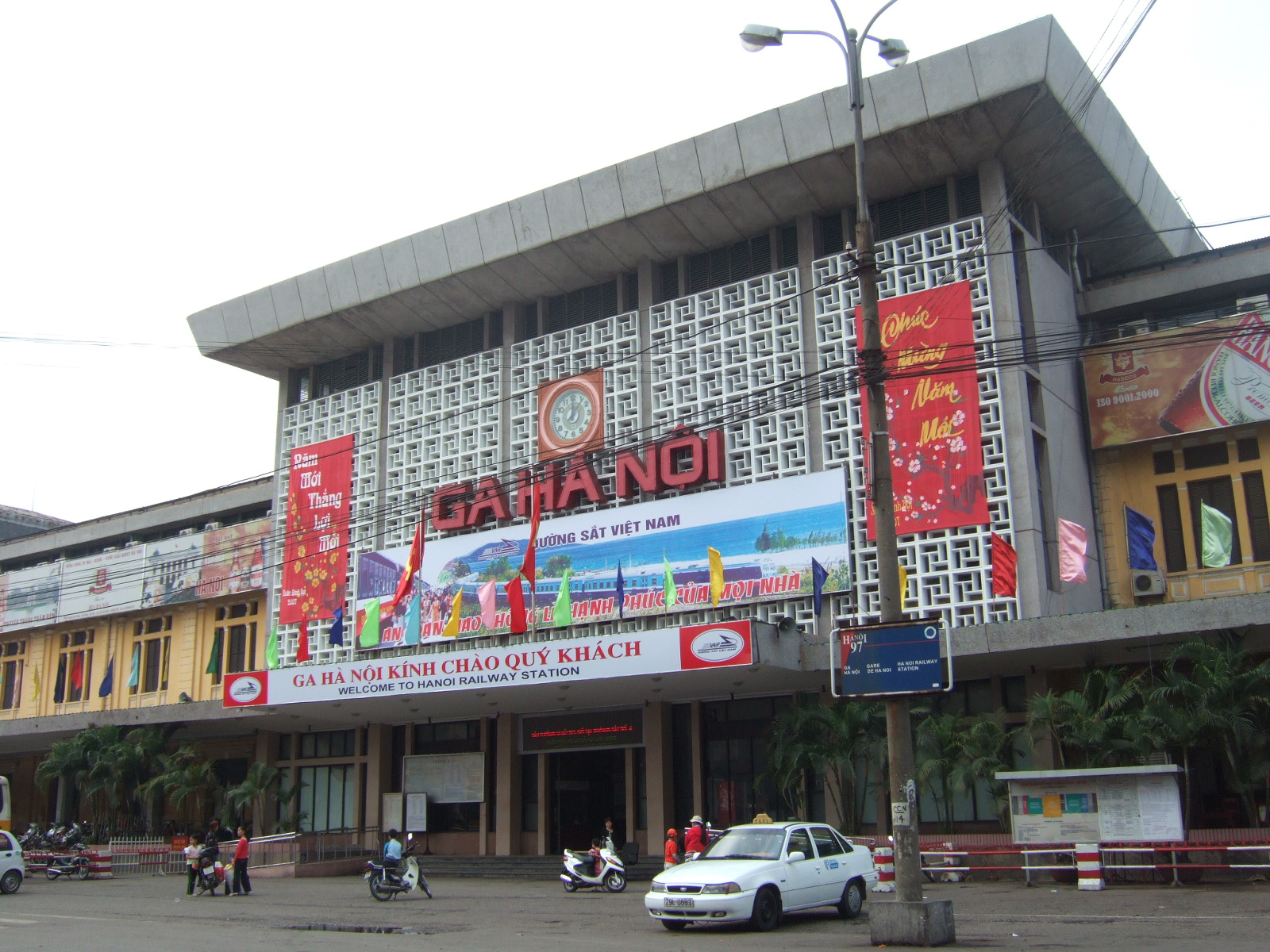
Het Station Hanoi, het noordelijke begin- en eindpunt.

De lijn gaat door het volgende provincies en steden:
Hanoi (Station Hanoi), Hà Nam, Nam Định, Ninh Bình, Thanh Hóa, Nghệ An, Hà Tĩnh, Quảng Bình, Quảng Trị, Huế, Đà Nẵng, Quảng Nam, Quảng Ngãi, Bình Định, Phú Yên, Khánh Hòa, Ninh Thuận, Bình Thuận, Đồng Nai, Bình Dương, Ho Chi Minhstad (Station Sài Gòn).

## Toekomst
De regering van Vietnam overweegt de bouw van een nieuwe spoorweg met hoge snelheid (300 km/uur). Er is reeds overeenstemming bereikt met de Japanse regering om ondersteuning te bieden bij de uitvoering van dit project. Het project is van groot belang om de schaarse verbindingsassen tussen het noorden en het zuiden te ontlasten. Bedacht moet worden dat het langgerekte land in het midden, bij Huế, slechts 40 km breed is.
Een bijzonder kunstwerk in het traject is bij Ho Chi Minhstad de Ghềnhbrug. Deze brug wordt door zowel wegverkeer als het treinverkeer gebruikt. De trein rijdt ter plaatse over de weg.

## Galerij

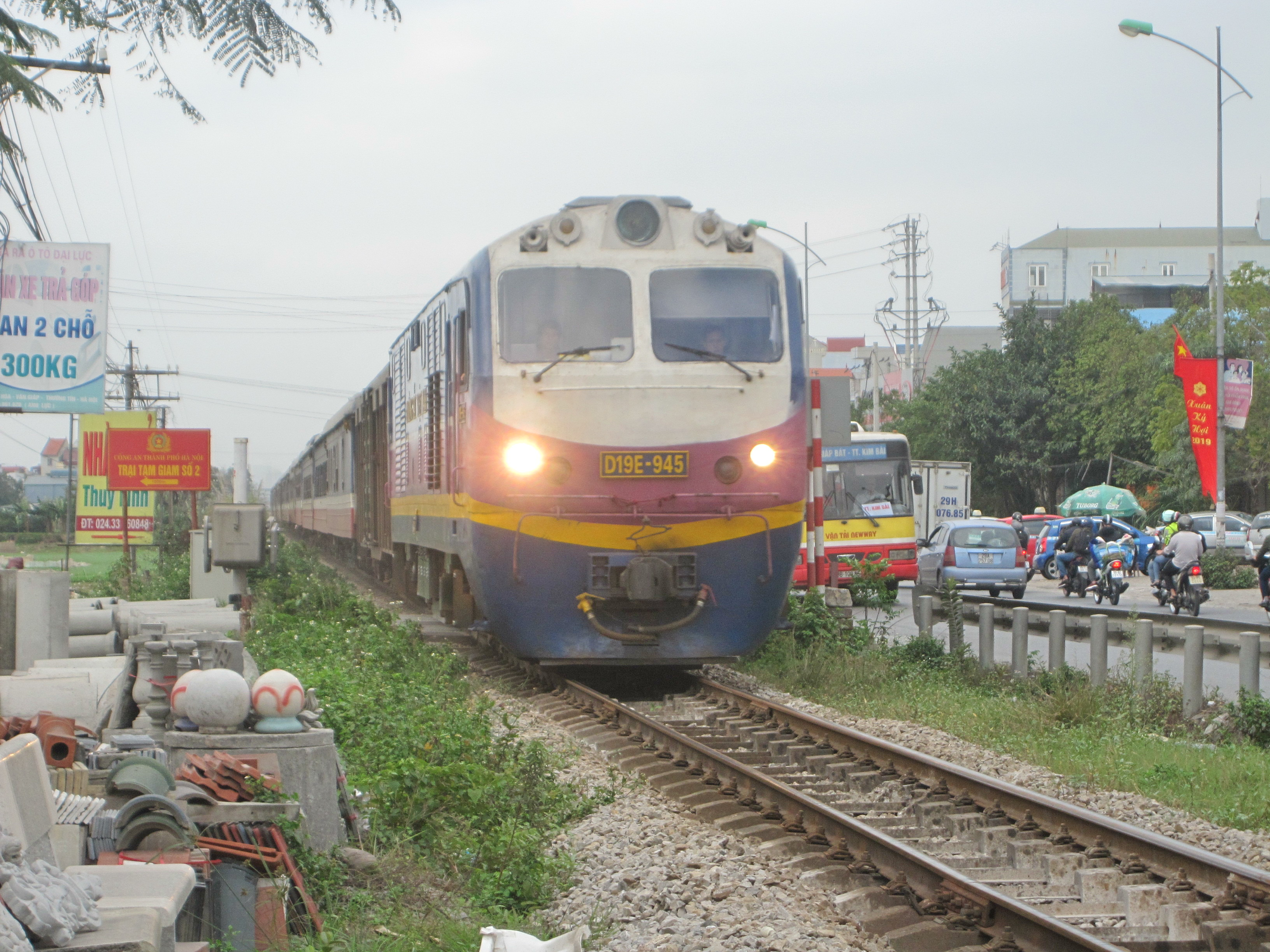
Een trein met slaaprijtuigen en een locomotief van het type D19E
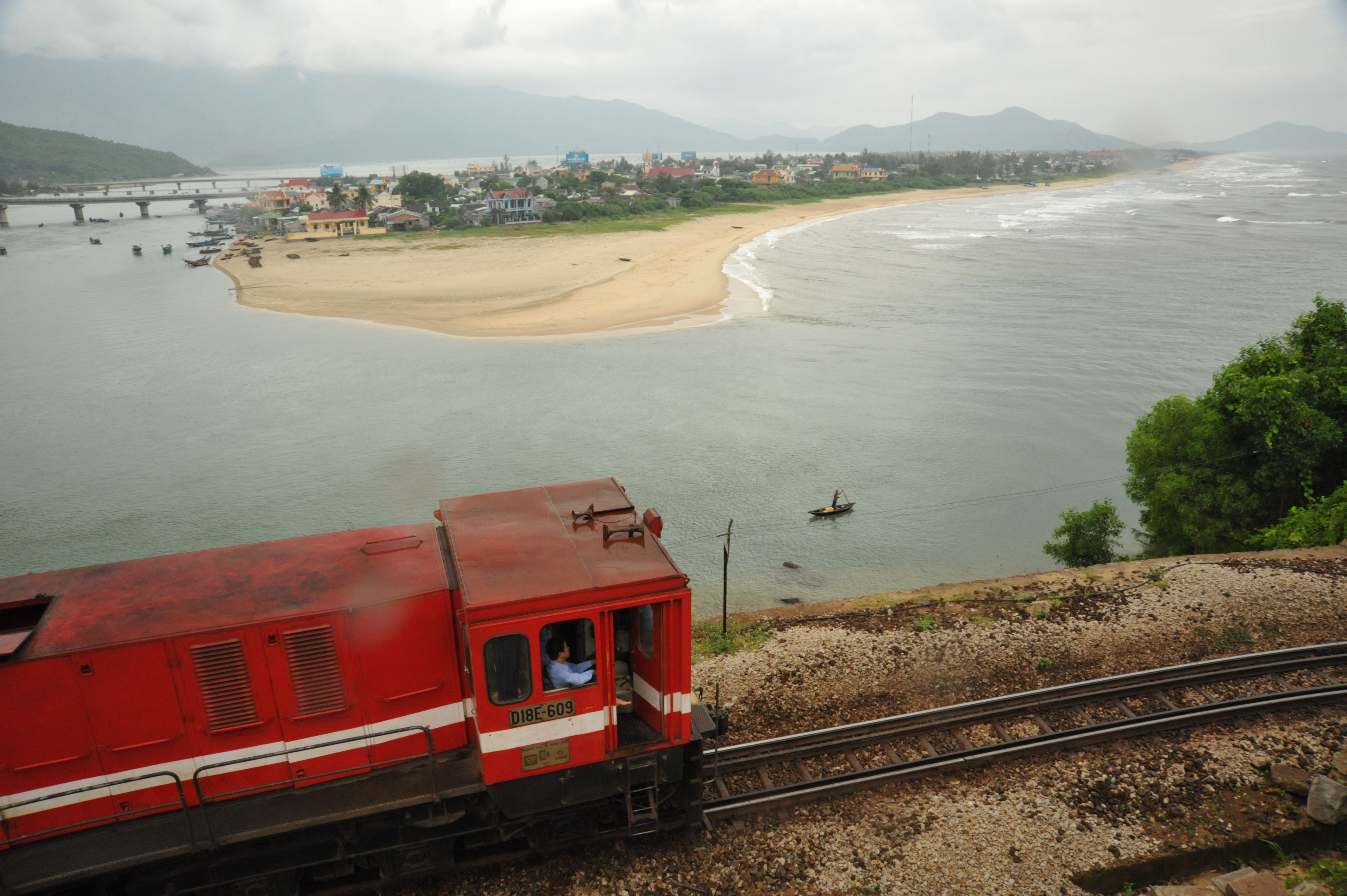
Een trein passeert het beroemde strand van Lăng Cô
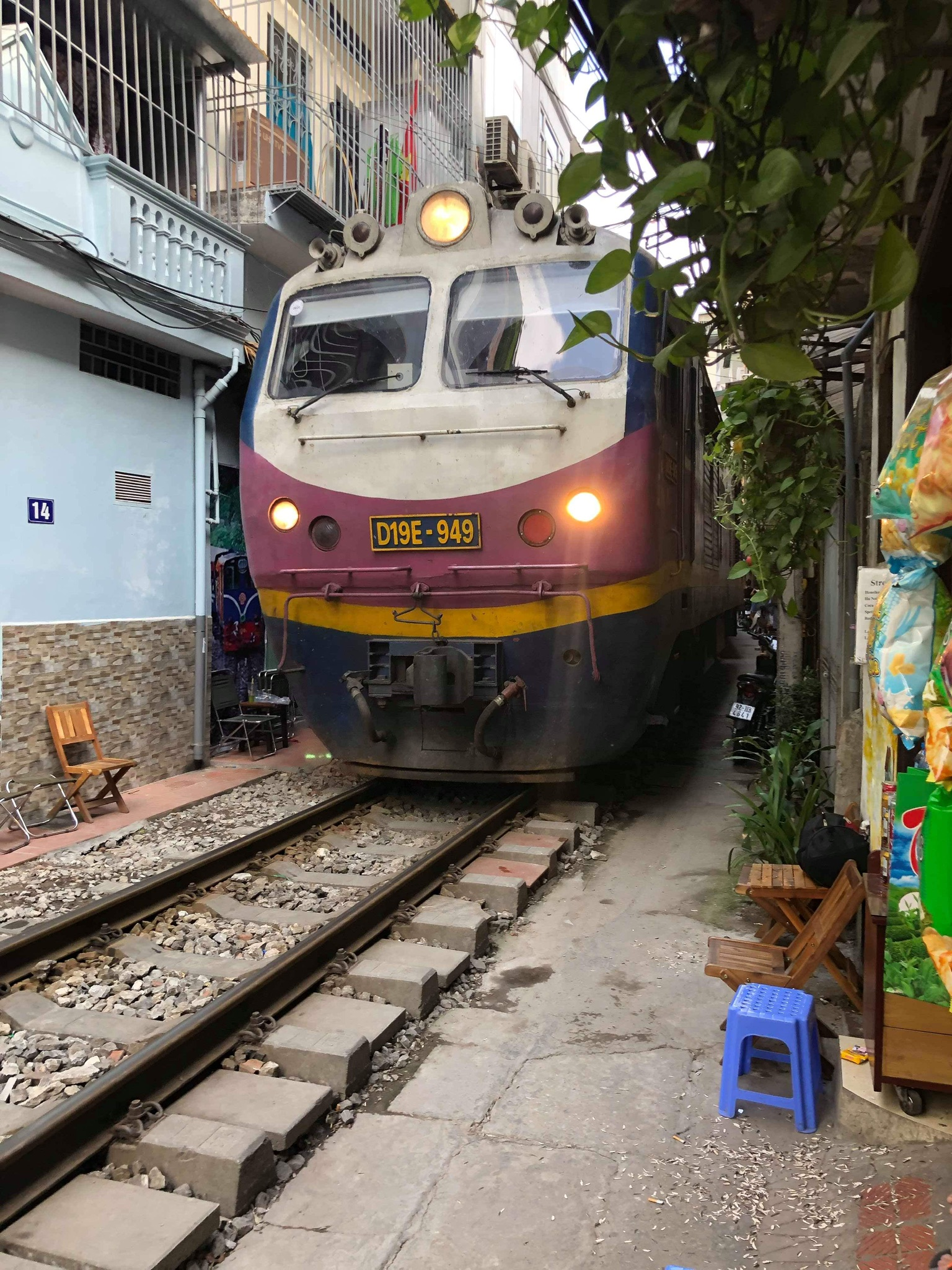
In Hanoi loopt het laatste stuk van het traject door een steeg met huizen en cafés